# گری برابین
گری برابین (انگلیسی: Gary Brabin؛ زادهٔ ۹ دسامبر ۱۹۷۰) بازیکن فوتبال اهل بریتانیا است.
از باشگاه‌هایی که در آن بازی کرده‌است می‌توان به باشگاه فوتبال دونکستر راورز، باشگاه فوتبال هال سیتی، باشگاه فوتبال تورکی یونایتد، باشگاه فوتبال استوک‌پورت کانتی، باشگاه فوتبال بارسکو، باشگاه فوتبال گیتزهد، باشگاه فوتبال بلکپول، باشگاه فوتبال لینکولن سیتی، باشگاه فوتبال بری، باشگاه فوتبال ساوتپورت، باشگاه فوتبال نیو سنتس، و باشگاه فوتبال بوستون یونایتد اشاره کرد.
وی همچنین در تیم ملی فوتبال England C بازی کرده‌است.